# Фонон
Фонон у физици је назив за вибрације између атома или молекула кристалне решетке. На основу честичне слике, фонон се може посматрати као квазичестица у кристалу као последица вибрационог кретања. Пошто не може постојати самостално, независно од кристалне решетке у којој постоје вибрације између атома, фонон није честица, већ спада у квазичестице.
Назив фонон потиче од грчке речи за звук (грч. φωνή (phonē)). Назив и концепт фонона је увео физичар Игор Там 1932. године по аналогији са фотоном. Као што се на основу принципа дуалности талас-честица, фотон с једне стране може посматрати као честица, односно квант електромагнетног зрачења (светлости), а у таласној слици као талас који преноси електромагнетно поље кроз простор, тако је и фонон у честичној слици квант вибрације кристалне решетке, а с друге стране се може видети као звучни талас вибрација кристалне решетке који пропагира кроз кристал.

## Механизам вибрација кристалне решетке
Када се атоми у правилним кристалима побуде малим енергијама, они осцилују тачно одређеним фреквенцијама. Суседни атоми се понашају као да се налазе на крајевима опруге. Када се енергија дода атому на једном крају кристалне решетке, она се путем вибрационог таласа, као путем система опруга, шири кроз кристал. 
На основу квантне механике, на свакој фреквенцији укупна вибрациона енергија је умножак кваната вибрационе енергије. Кванти вибрационе енергије се називају фонони и при вибрацији кристалне решетке увек постоји целобројан умножак фонона.

## Мерење вибрационих нивоа у кристалу
Спектроскопска техника која се користи за изучавање вибрационих и других ниско-фреквентних енергетских нивоа кристала је Раманова спектроскопија. При интеракцији ласера са фононима, долази до померања енергетских нивоа, који се мере и анализирају и на основу њих се закључује о фононима у датој кристалној решетки.